# Новая (муниципальный округ Горноуральский)
Но́вая — деревня в Пригородном районе Свердловской области России. Входит в муниципальный округ Горноуральский, управляется Петрокаменской территориальной администрацией.
Ранее входила в состав Луговского сельсовета Пригородного района.

## География
Деревня Новая стоит на берегах небольшой речки Камыш (Камышки), которая чуть севернее деревни впадает в Нейву по правому берегу. Берег Нейвы здесь на некотором протяжении лишён крупной растительности, и на свободном пространстве располагаются деревни — Новая и, юго-восточнее неё, Луговая (на реке Маслянке, при её впадении в Нейву). Противоположный, левый берег Нейвы лесистый, произрастают сосна и берёза.
Ближайший населённый пункт на северо-западе — деревня Слудка, находящаяся выше по течению Нейвы, на левом берегу, у излучины. Юго-западнее Новой, за поросшей лесом возвышенностью (высоты до 270 м), где берёт начало Камышка — село Мокроусское, через которое проходит дорога до села Петрокаменского. Дальше на юге, за полями — село Башкарка.

## История
По некоторым данным, датой образования деревни Новой считается 1850 год. Тем не менее уже на Ландкарте 1734-36 годов, изображавшей территории Екатеринбургского горного ведомства, Соликамской провинции, Чердынского, Кунгурского, Верхотурского, Туринского уездов, а также владения баронов Строгановых и Акинфия Демидова, в границах земель Екатеринбургского ведомства, на реке Нейве чуть выше деревни Луговой, значатся жилые поселения — Часова и Темна.
На Специальной карте Европейской России И. А. Стрельбицкого, составленной в 1865—1871 годах (лист 137, издание 1873 года), в указанном районе на берегу Нейвы присутствуют деревни Старая и Новая Путилова размером от 3-5 до 10 и от 10 до 20 дворов соответственно. Деревни находились в составе Верхотурского уезда Пермской губернии.
На карте Верхотурского уезда 1914 года обозначены уже 3 соседних деревни — Новая (несколько в стороне от реки), Верхняя и Нижняя Путилова (ближе к берегу). Переиздание карты И. А. Стрельбицкого от 1919 года даёт прежние данные по размерам деревень Старая и Новая Путилова — от 3-5 до 10 и от 10 до 20 дворов.
С 1961 года деревня Новая была одним из 11 населённых пунктов, в которых базировался молочно-мясной совхоз «Южаковский».

## Население
| 2002 | 2010 | 2021 |
| ---- | ---- | ---- |
| 162  | ↘109 | ↘69  |

По данным переписи населения 2010 года, в деревне проживало 39 % мужчин и 61 % женщин. Национальный состав населения был следующим:
- русские — 93 %;
- удмурты — 4 %;
- национальность не указали — 3 %.

По данным переписи населения 2002 года, в деревне проживали 162 человека (78 мужчин и 84 женщины), 91 % населения составляли русские.
В 1970-х — в начале 1980-х годов численность населения деревни достигала 600 человек.

## Улицы
- Заречная
- Петрокаменская
- Уральская
- Юбилейная[13]

## Инфраструктура
- Передвижной мобильный фельдшерско-акушерский пункт, работающий в деревне несколько часов один день в неделю[14].
- В числе источников нецентрализованного водоснабжения — трубчатый колодец, обустроенный в 2015 году[15].

## Сельское хозяйство
- Основная отрасль экономики — мясное животноводство (коровы; отделение Петрокаменского участка ООО «Висимские Зори»)[16].
- Ранее западнее деревни, у леса, находилась птицеферма[2].